# جولييان فاسكيز
جولييان فاسكيز (بالإنجليزية: Julian Vazquez)‏ هو لاعب كرة قدم أمريكي في مركز الهجوم، ولد في 30 مارس 2001 في بريغهام سيتي في الولايات المتحدة. لعب مع ريال سالت ليك وريال موناركس.

## وصلات خارجية
- جولييان فاسكيز على موقع الدوري الأمريكي (الإنجليزية)
- جولييان فاسكيز على موقع قاعدة بيانات كرة القدم.إي يو (الإنجليزية)